# Храм Архангела Михаила (Жамбул)
Храм Архангела Михаила — православный храм в посёлке Жамбул (Богородицкое) Ташкентской области Узбекистана. Относится к Ташкентской и Узбекистанской епархии Русской православной церкви. Посвящён святому архистратигу Божию Михаилу.

## История
Жизнь в переселенческом крае начинается с того, что сюда начинают переезжать переселенцы из других сел. Благодаря великому князю Николаю Константиновичу Романову появляются русские переселенческие села: Воскресенское, Благовещенское, Богородицкое, Русское, Спасское, Чиназское, Янгиюльское и другие. Переселенцы начинают строить великолепные храмы, соборы, молитвенные дома.
История Богородицкого храма начинается с 1891 года. Именно тогда был передан глинобитный дом, но, как и в Чиназе, он быстро разрушился. После того как храм разрушился, священник, имя которого, увы, не известно, пытался построить новый храм. На православном кладбище есть склепы, где захоронены несколько священников. Вначале 1893 ташкентский купец 2-й гильдии А. В. Степанов и другие купцы сделали щедрый дар и пожертвовали большую сумму денег на строительство храма в селах Чиназкое и Богородицкое и других.
В 1899 годы был построен храм из жжёного кирпича, с очень красивой резной кладкой, прослуживший до середины 1932 годы, который освещен именем архангелом Михаилом. Архитектором храма стал Алексей Бенуа, по его эскизам было построено еще несколько храмов в селах Русское, Спасское и Чиназское.
В начале 1930-х годов в междуречье рек Сыр-Дарьи и Чирчик начинается закрытие, перестройка и снос соборов, храмов, молитвенных домов и церквей. Так полностью сносятся собор в селах Солдатское, Воскресеннское, церковь в селах Русское и Янгиюльское и других селах. Закрыты и переоборудованы храмы в селах Благовещенское, Богородицкое и Чиназкое. На долгие годы в православные христиане забыли о вере, так как не было своего храма.
В начале 1990 годов жители Дустабада, Жамбула, Чиназа и Янгиюля начали восстанавливать храмы. Они обращались к архиепископу Ташкентскому и Среднеазиатскому Владимиру с просьбой о восстановлении храмов и соборов. Прошло очень много лет пока храмы и соборы были переданы и начались восстанавливаться.
Но, увы, до 2005 года храм вернуть и начать восстановительные работы не было возможности, так как здание находилось на балансе школы и в нем находился спортзал. А до этого в нем находились сельский клуб, склад муки, и даже танцплощадка. В 2007 году администрация школы провела ремонт в здании, чем испортила внешний облик стен внутри храма.
В 2008 году храм был передан православной епархии. Тогда же был начат капитальный ремонт храма. Была заменена крыша, убраны сгнившие за многие годы полы, восстановлена колокольня и резной потолок. Начаты работы по восстановлению икон и иконостаса. В ходе реставрации были обнаружены настенные росписи, но их сохранить не удалось, так как в некоторых были трещины, а у других отсутствовали целые фрагменты. Кроме того строители, проводившие ремонт и покраску стен в 1970 годах, использовали эспаксидные клеи, которые не возможно было снять, а под ними были образа. Поэтому приняли решение забелить все стены.
С 2009 года в храме ведутся богослужения по субботам и воскресеньям. При храме нет постоянного священника. Молебен проводит Янгиюльский протоиерей Александр Гречушкин.

## Фото

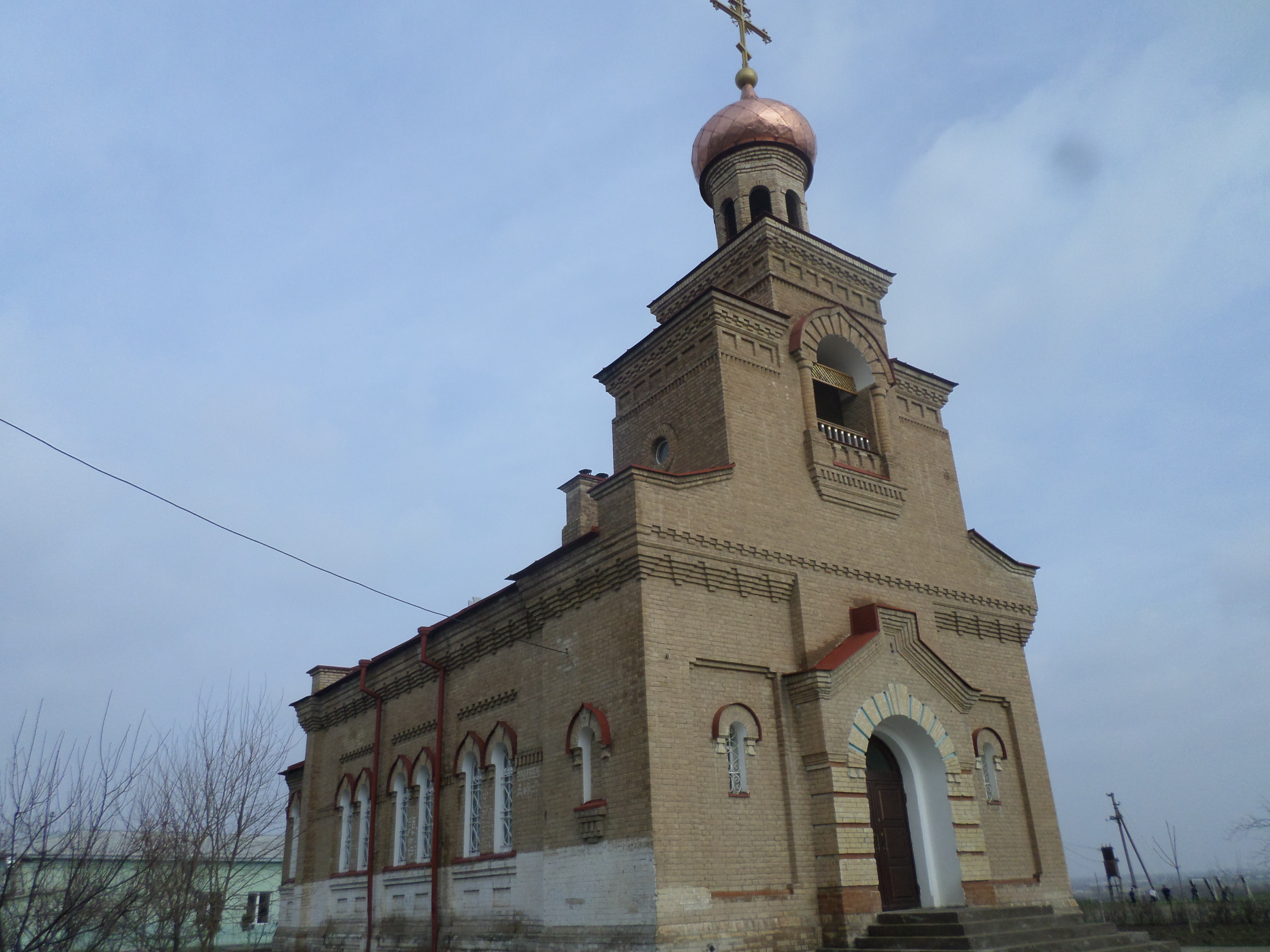
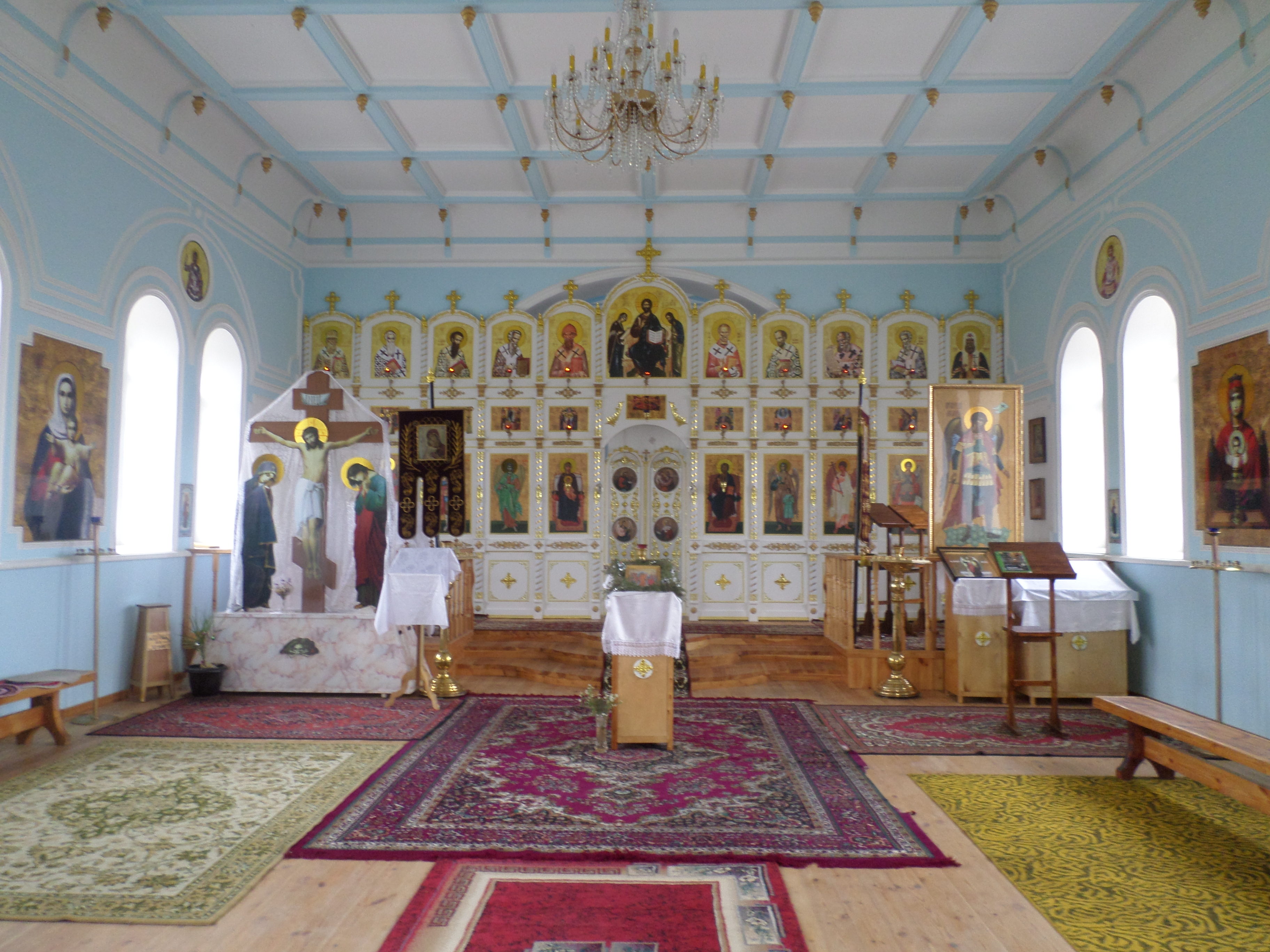
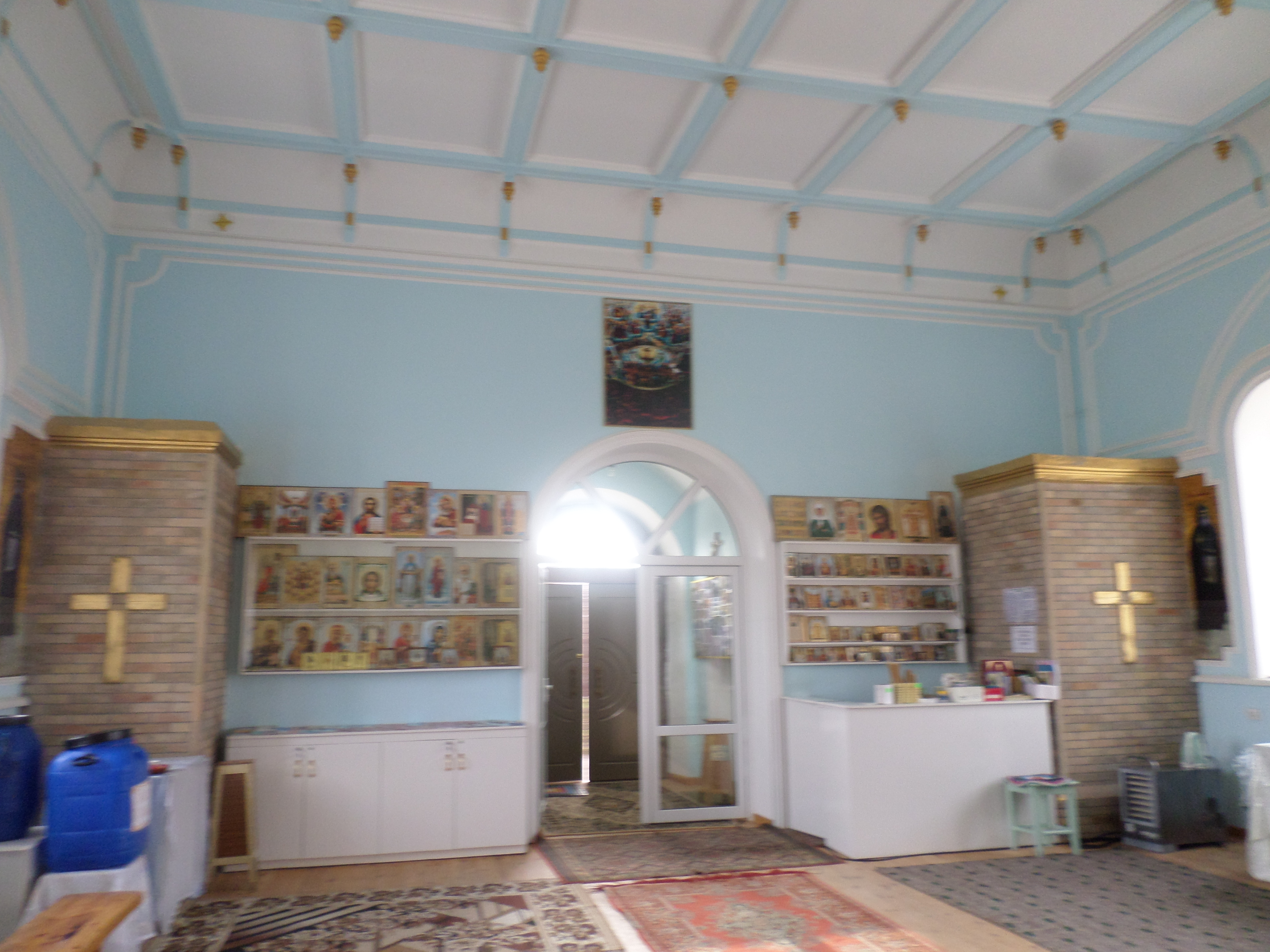